# إدوارد إيفرت هايدن
إدوارد إيفرت هايدن (بالإنجليزية: Edward Everett Hayden)‏ هو عالم أرصاد أمريكي، ولد في 14 أبريل عام 1858، في بوسطن في الولايات المتحدة، وتوفي في 17 نوفمبر عام 1932، في واشنطن العاصمة في الولايات المتحدة.